# Redmine
Redmine es una herramienta para la gestión de proyectos, que con sus diversas funcionalidades permite a los usuarios de diferentes proyectos realizar el seguimiento y organización de los mismos. Además es posible optimizar su funcionamiento agregando funcionalidades. Incluye un sistema de seguimiento de incidentes con seguimiento de errores. Otras herramientas que incluye son calendario de actividades, diagramas de Gantt para la representación visual de la línea del tiempo de los proyectos, wiki, foro, visor del repositorio de control de versiones, RSS, control de flujo de trabajo basado en roles, integración con correo electrónico, entre otras opciones.
Está escrito usando el framework Ruby on Rails. Es software libre y de código abierto, disponible bajo la Licencia Pública General de GNU v2.
El diseño de Redmine está significativamente influenciado por Trac, otra herramienta con características similares.

## Características
- Soporta múltiples proyectos.
- Soporta múltiples usuarios.
- Roles flexibles basados en control de acceso.
- Sistema de seguimiento de errores flexible.
- Diagramas de Gantt y calendario.
- Administración de noticias, documentos y archivos.
- Fuentes web y notificaciones por correo electrónico.
- Creación de peticiones por correo.
- Soporte para autenticación con LDAP.
- Autorregistro de usuarios.
- Integración SCM (Subversion, CVS, Git, Mercurial, Bazaar y Darcs).[2]
- Soporta múltiples plataformas (GNU/Linux, Microsoft Windows, Mac OSX)
- Soporta diferentes bases de datos (MySQL, PostgreSQL y SQLite).[3]
- Extensiones[4]

## Adopción
Redmine tiene más de 30 grandes instalaciones en todo el mundo entre los que destacan Gentoo y Ruby. Pero, la versión más conocida es la Bluemine, que además mantiene el color corporativo azul.

## Fork
A raíz de las preocupaciones con la forma en la que se manejaba la información y los parches en la comunidad Redmine, un grupo de desarrolladores creó una bifurcación o fork del proyecto en febrero de 2011. El fork inicialmente fue nombrado Bluemine, pero cambió a ChiliProject después. A día de hoy el proyecto ChiliProject ha sido abandonado.